# 利茲城堡

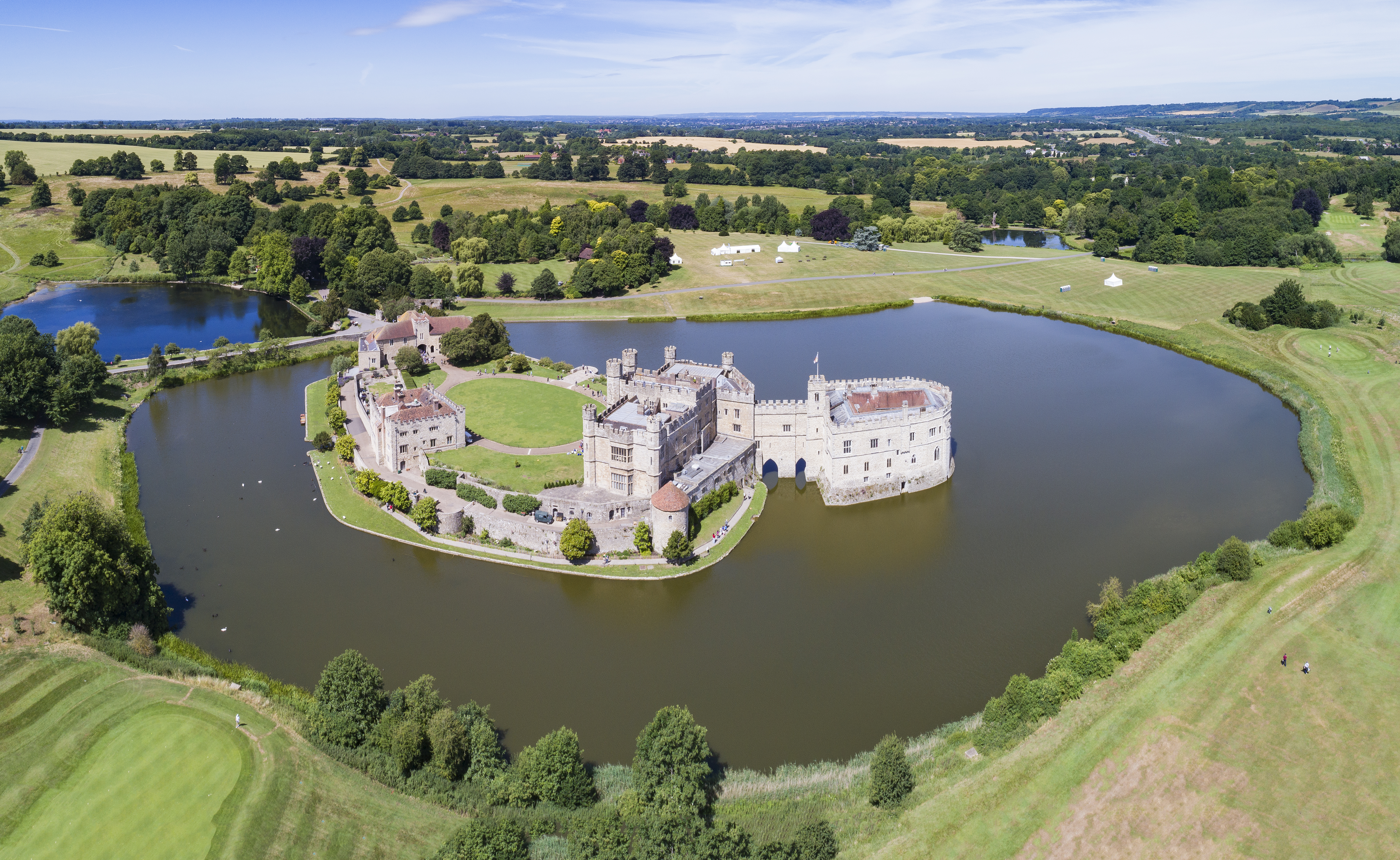
航拍圖

利茲城堡位于英格兰肯特郡梅德斯通以东4英里的伦河河谷中，始建年份已不可考證。1278年，利茲城堡的主人利伯恩爵士將城堡贈予當時的英格兰國王愛德華一世，從此成為英王室之物。愛德華一世將此城堡轉贈王后埃莉諾，其後的200年期間，分別有另外五位王后居於利茲城堡，她們分別是愛德華二世的伊莎贝拉、愛德華三世的菲莉琶、亨利四世的瑪格麗特（Mary de Bohun）、亨利五世的凱瑟琳（Catherine of Valois）及亨利八世的廢后凱瑟琳。利茲城堡自亨利八世後为私人所有，直到1980年代才正式对外开放

## 外部連結
- Official site
- Leeds Village Website （页面存档备份，存于）
- Leeds Castle - One Of Britain's Greatest National Treasures （页面存档备份，存于）